# هوفکریشن ایم ترونکرایس
هوفکریشن ایم ترونکرایس (به آلمانی: Hofkirchen im Traunkreis) یک منطقهٔ مسکونی در اتریش است که در ناحیه لینتس لند واقع شده‌است. هوفکریشن ایم ترونکرایس ۱۴ کیلومتر مربع مساحت دارد ۳۴۲ متر بالاتر از سطح دریا واقع شده‌است.